# Redesdale-i Robin-féle felkelés
A Redesdale-i Robin-féle felkelés 1469 tavaszán tört ki Észak-Angliában. A lázadók IV. Eduárd uralma ellen keltek fel, és az ország talán leghatalmasabb embere, Richard Neville, Warwick grófja állt mögéjük.

## Lázadások
A válság néhány kisebb felkeléssel kezdődött. A felkelőknek két vezére volt, Redesdale-i Robin (ismerték még Mindent Megjavító Robinként, angolul: Robin Mend-All) és Holdernessi Robin. Arról, hogy mi volt a megmozdulások oka, illetve ki volt a két Robin, csak nagyon keveset tudni. A felkelés hátterében valószínűleg a királyi kegyencek mohósága ellen tiltakozó adófizetők álltak.
Yorkshire grófságban Holdernessi Robin vezette a lázadókat, akik az új kukoricaadó ellen tüntettek, valamint azt követelték, hogy hagyományos vezetőik, a Percy-család tagjai kerüljenek vissza eredeti pozícióikba. A Percyk a rózsák háborújában a Lancaster-ház mellett álltak, Thomas Percynek, Egremont bárójának nagy szerepe volt abban, hogy kitört a polgárháború, mert gyakran került összetűzésbe a York-párti Neville-családdal. Nem csoda, hogy John Neville, Northumberland grófja gyorsan leverte a felkelést, és az elfogott Holdernessi Robint és vezető társai felakasztatta. Redesdale-i Robinnal nem törődött.
Redesdale-i Robin júniusban Lancashire-ben jelent meg. Róla szinte semmit nem tudni, valószínűleg költött név, mögötte valószínűleg Sir William Conyers vagy Sir John Conyers, a Neville-ekkel szoros kapcsolatban álló két nemes állt. Ezt támasztja alá, hogy a lázadáshoz a Conyers nemzetség több tagja és Warwick számos rokona, közöttük unokaöccse, Sir Henry FitzHugh is csatlakozott. A felkelők kiáltványa is olyan volt, mintha Warwick írta volna. Hosszasan ostorozta azokat a nemeseket, akik kiszorították őt a király főtanácsadójának szerepéből.

## Robin és támogatói
IV. Eduárd angol király úgy döntött, hogy személyesen számol le a lázadókkal, ezért sereget toborzott, és júniusban kényelmes tempóban elindul északra. Július 9-én azonban arról értesült, hogy Richard Neville, Warwick grófja, testvére, a yorki érsek, valamint öccse, György összeesküvést tervez ellene. Másnap megtudta, hogy Redesdale-i Robin háromszoros túlerővel közeledik felé, ezért Nottinghambe vette be magát, hogy megvárja Pembroke és Devon grófjának seregeit.
Július 12-én Warwick és összeesküvő társai nyilvánosan is Redesdale-i Robin mellé álltak, és felszólították a velük rokonszenvezőket, hogy felfegyverkezve gyülekezzenek Canterburynél július 16-án. Warwick négy nappal később tekintélyes sereggel hagyta el a várost London felé. Eközben Redesdale-i Robin csapata kikerülte a királyt, hogy találkozzon Warwickkal.

## A lázadás vége
A lázadó csapatok 1469. július 26-án Edgecote Moornál megütköztek Pembroke seregével. Az ütközetet, amely több év béke után új lendületet adott a rózsák háborújának, Warwick katonáinak feltűnése döntötte el, mert a királypártiak pánikba estek, és menekülni kezdtek.